# Rozvadov
Rozvadov är en ort i Tjeckien. Den ligger i regionen Plzeň, i den västra delen av landet, 140 km väster om huvudstaden Prag. Rozvadov ligger 585 meter över havet och antalet invånare är 692.
Terrängen runt Rozvadov är kuperad norrut, men söderut är den platt. Terrängen runt Rozvadov sluttar söderut. Runt Rozvadov är det glesbefolkat, med 15 invånare per kvadratkilometer. Närmaste större samhälle är Tachov, 15,3 km norr om Rozvadov. I omgivningarna runt Rozvadov växer i huvudsak blandskog.